# لورنزو سمپل جونیور
لورنزو سمپل جونیور (انگلیسی: Lorenzo Semple Jr.؛ ‏ ۲۷ مارس ۱۹۲۳ – ۲۸ مارس ۲۰۱۴) فیلم‌نامه‌نویس اهل ایالات متحده آمریکا بود. وی بین سال‌های ۱۹۵۱ تا ۱۹۹۶ میلادی فعالیت می‌کرد.

## گزیده آثار

### سینما
- بتمن (۱۹۶۶)
- فاتوم (۱۹۶۷)
- پاپیون (۱۹۷۳)
- نمای پارالاکس (۱۹۷۴)
- دراونینگ پول (۱۹۷۵)
- سه روز کرکس (۱۹۷۵)
- کینگ کونگ (۱۹۷۶)
- طوفان (۱۹۷۹)
- فلش گوردون (۱۹۸۰)
- دیگر هرگز نگو هرگز (۱۹۸۳)

### تلویزیون
- بتمن (۱۹۶۶)
- زنبور سبز (۱۹۶۶)